# Baltic Energy Market Interconnection Plan
Der Baltic Energy Market Interconnection Plan (BEMIP) ist ein Plan zur Verknüpfung der Energienetze aller Ostsee-Anrainerstaaten außer Russland. Er wurde von der EU-Kommission im November 2008 angenommen und ist Teil der Transeuropäischen Netze.
Die beiden Hauptziele der EU sind die vollständige Integration des Baltikums in den Europäischen Strom- und Gasmarkt und die Verbesserung der Verbindungen zwischen dem Baltikum und seinen Nachbarstaaten.
Dazu plante die EU ursprünglich den Bau von verschiedenen Gaspipelines:
- Gas Interconnection Poland-Lithuania zwischen Polen und Litauen.
- Balticconnector zwischen Finnland und Estland
- Baltic Gas Interconnector zwischen Deutschland und Schweden
- Baltic Pipe von Dänemark über Polen und das Baltikum zur Pipeline Balticconnector
- Deudan zwischen Deutschland und Dänemark
- InterTransGas zwischen Deutschland und Polen
- Skanled zwischen Norwegen, Schweden und Dänemark
- eine westliche Verbindung zwischen Dänemark und Norwegen

und die Überarbeitung des dänischen Gasnetzes, sowie je eine Gaslagerstätte in Litauen und Lettland und je ein Flüssigerdgasterminal in Finnland, Polen und den drei baltischen Staaten.
Daneben sind von der EU Stromleitungen vorgesehen zwischen
- Finnland und Estland
- Estland und Lettland
- Litauen und Schweden
- Litauen und Polen
- Polen und der Ukraine
- Polen und Deutschland
- Deutschland und Schweden
- Deutschland und Dänemark[1]

Für den Strommarkt sah die EU das Jahr 2015 als Zieljahr an.
Neben den infrastrukturellen Veränderungen sieht der Plan der EU auch die Schaffung einer gemeinsamen nordeuropäisch-baltischen Handelsplattform für Strom und die Deregulierung der baltischen Strommärkte vor.